# Hamilton Deane
Hamilton Deane (Wexford, 1880 – Ealing, 25 ottobre 1958) è stato un commediografo, scrittore e attore irlandese naturalizzato britannico, celebre per essere stato il primo ad adattare per il teatro il romanzo Dracula di Bram Stoker, nel 1924 a Londra.

## Dracula a teatro

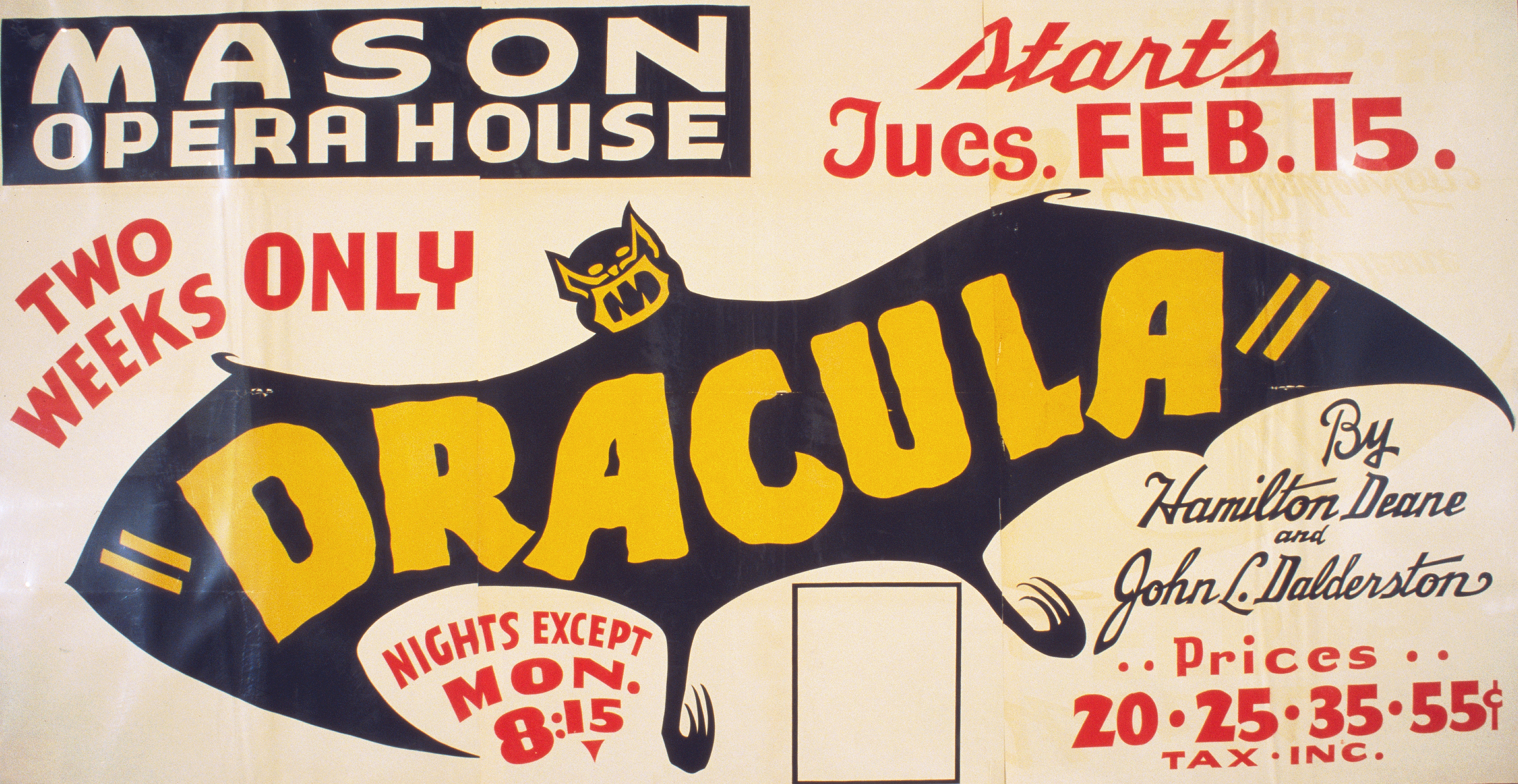
Hamilton Deane e John L. Balderston sono indicati come autori di una rappresentazione teatrale di Dracula del 1938 in un poster di una produzione Federal Theatre Project

Fu la moglie di Bram Stoker, Florence Balcombe che diede il suo consenso per l'adattamento teatrale di Dracula ad Hamilton Deane, che era stato suo amico e vicino a Dublino . Lo spettacolo andò in scena per la prima volta a Derby nel 1924. Nel 1927 Horace Liveright comprò i diritti per l'America da Florence Balcombe ed ingaggiò John L. Balderston per adattarlo ai palcoscenici di New York.

## Commedie
- Dracula (1924), Londra. Lo stesso Deane, che era anche attore, interpretava Abraham Van Helsing

## Filmografia parziale
Sceneggiatura (adattamenti da opere teatrali)
- Dracula, regia di Tod Browning (1931)
- Drácula, regia di George Melford (1931)